# Ешлі Коул
Е́шлі Ко́ул (англ. Ashley Cole; нар. 20 грудня 1980 року, Лондон, Англія) — англійський футболіст, лівий захисник. Коул, на думку багатьох критиків і професійних гравців, є одним з найкращих захисників свого покоління, і протягом більшої частини своєї кар'єри, вважався найкращим лівим захисником у світі.
Народився в Степні, Лондон, Коул почав свою кар'єру в молодіжній команді Арсеналу, потім дебютував за основну команду в листопаді 1999 року, зігравши 228 матчів та забивши десять голів.
З Арсеналом він виграв два титули  Прем'єр-ліги, три Кубка Англії, і був невід'ємною частиною команди «Непереможних» сезону 2003-04, яка провела весь сезон ліги без поразок. Коул також грав за Арсенал у фіналі Ліги чемпіонів УЄФА в 2006 році; клуб програв 2-1 Барселоні.
У серпні 2006 року, після тривалої саги Коул завершив перехід до клубу Челсі, з якими він здобув чимало нагород та титулів у тому числі став чемпіоном  Прем'єр-ліги в сезоні 2009-10, здобув чотири Кубки Англії, один Кубок Футбольної ліги, став переможцем Ліги чемпіонів УЄФА та Ліги Європи. Він пішов з клубу Челсі в кінці сезону 2013-14.
Коул грав за збірну Англії на міжнародному рівні з 2001 по 2014, він грав на Чемпіонаті Світу 2002, 2006, 2010 та на Євро-2004 і Євро-2012. Він був визнаний в Англії гравцем року у 2010 році. Коли він пішов з міжнародного футболу в 2014 році, на його рахунку було 107 матчів за збірну.

## Раннє життя
Батько Коула, Рон Каллендер, з Барбадосу. Він залишив сім'ю, після семи років шлюбу, а потім переїхав до Австралії. Коул і його молодший брат Метью були виховані їх матір'ю Сью Коул.

## «Арсенал»: 1999—2006
З юнацького віку грав в «Арсеналі». Починав як нападник, перший матч за основну команду зіграв 30 листопада 1999 року проти «Мідлсбро». Уклав професіональний контракт 25 лютого 2000 року. Його дебют в  Прем'єр-лізі був 14 травня 2000 в матчі проти Ньюкасл Юнайтед.
Для отримання ігрової практики був відданий в оренду в клуб «Крістал Пелес», де зіграв 14 матчів і забив 1 гол і допоміг клубу зберегти місце в лізі. Після травми основного лівого захисника Арсеналу Сілвіньо восени 2000 року був поставлений на його місце. Показуючи відмінну гру, витіснив бразильця з основного складу.
З Арсеналом, він виграв Прем'єр-лігу двічі (у 2002 і 2004 роках), і тричі Кубок Англії (в 2002, 2003 і 2005). Хоча він був травмований протягом більшої частини сезону 2005-06, він видужав вчасно, щоб зіграти за Арсенал в фіналі Ліги чемпіонів, проте Арсенал поступився Барселоні. В цілому він зіграв 228 матчів за першу команду канонірів, забивши дев'ять голів.
Коул був дуже хороший в сезоні 2004-05. Він був постійним гравцем на лівому фланзі в збірній Англії та Арсеналі, незважаючи на те, що Гаель Кліші претендував на місце в першій команді клубу. Коул забив свій перший гол у сезоні в сьомому матчі в ворота « Манчестер Сіті». Він забив свій другий гол у ворота « Астон Вілли», де Арсенал святкував перемогу 3-1.
2005 року Коул був звинувачений в тому, що домовляється про перехід в інший клуб без повідомлення керівництва Арсеналу. Комісія  Прем'єр-ліги визнала його провину і 2 червня 2005 року оштрафувала на £ 100 000 за зустріч в одному з лондонських готелів з Жозе Моурінью. Подана в серпні апеляція була відхилена, але розмір штрафу зменшили до £ 75 000. Також за цей інцидент було оштрафовано клуб «Челсі» і Жозе Моурінью на суми в £ 300 000 і £ 200 000 (зменшена до £ 75 000) відповідно.
Арсенал запропонував Коулу тривалий контракт, щоб він залишився в клубі, але він покинув клуб «тремтячи від гніву», коли вони запропонували йому зарплату в розмірі £ 55,000 на тиждень, тоді як Челсі пропонували йому £ 90,000 на тиждень. Його заробітна плата збільшилася до £ 120,000 на тиждень, коли він підписав новий контракт у вересні 2009 року.
Незважаючи на бажання покинути Арсенал, Коул підписав новий контракт 18 липня 2005 року із зарплатою близько £ 70 000 на тиждень. 31 серпня 2006 року перейшов в «Челсі» в обмін на захисника Вільяма Галласа з доплатою в £ 5 млн.

## «Челсі»:2006–2014

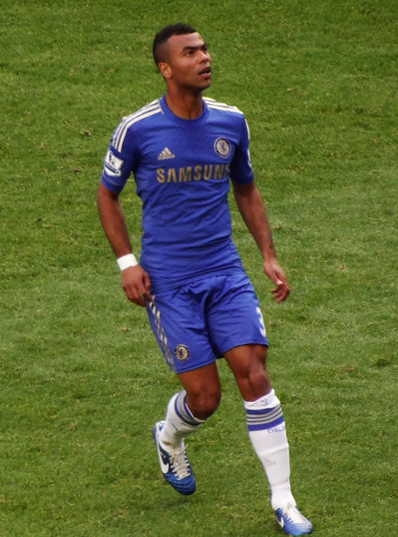
Коул у формі «Челсі»

### Сезон 2006–07
Коул отримав номер три в «Челсі», і зробив свою першу появу на полі замінивши Вейна Бріджа в їх переможному(2-1) матчі над Чарльтоном 9 вересня. 31 січня 2007, Коул отримав серйозну травму коліна в матчі з Блекберн Роверс (3-0) на Стемфорд Брідж, хоча після сканування було виявлено, що все не так погано, як на перший погляд, в «Челсі» сподівались, що він повернеться до кінця сезону 2006-07. Коул дійсно зробив повернення в кінці сезону, граючи в останні дванадцять хвилин фіналу Кубка Англії 2007 на новому стадіоні Уемблі проти Манчестер Юнайтед."Челсі" здобув перемогу з рахунком 1-0 після додаткового часу, гол забив Дідьє Дрогба, що і зробило їх володарями Кубка Англії 2007.

### Сезон 2007-08
Коул, як повідомляється, один з гравців які були не задоволені, коли Жозе Моурінью був звільнений зі своєї посади менеджера «Челсі». Він був замінений Вейном Бріджом в фіналі Кубка Футбольної ліги 2008 року, який «Челсі» програв 2-1 Тоттенхему. Тим не менш, Коул забив свій перший гол в Челсі уже в наступній грі, 1 березня 2008 року, четвертий гол у 4-0 виїзній перемозі проти Вест Гем Юнайтед. 19 березня 2008, Коул був залучений в спірний інцидент в матчі  Прем'єр-ліги проти Тоттенхем Готспур на Уайт Харт Лейн, під завісу тайму Ешлі Коул грубим чином збив Алана Хаттона. Рефері Майк Райлі дав Коулу жовту картку, рішення, яке було оцінено як занадто м'яке, деякими аналітиками.

### Сезон 2008–09
У фінальному матчі ліги сезону 2008-09 проти Сандерленда на Stadium of Light, Коул забив свій другий гол за «Челсі», аристократи святкували перемогу 3-2.
У наступному сезоні, за «Челсі» в перших шісти ігорах в лізі, Коул забив свій третій, четвертий і п'ятий м'яч у домашніх іграх, в ворота Бернлі, Тоттенхема і Сандерленда відповідно.
2 вересня 2009, він підписав новий чотирирічний контракт, з «Челсі» до 2013 року.

### Сезон 2009–10
10 лютого 2010 він переніс перелом лівої щиколотки у програному матчі проти Евертона 2-1, травма вивела його з ладу на три місяці.
Зрештою він повернувся в матчі проти Сток Сіті, в якому «Челсі» виграли 7-0. Коул забив гол у ворота Віган Атлетик в останньому турі чемпіонату, де «Челсі» перемогли з рахунком 8-0, ставши переможцями  Прем'єр-ліги. Потім він грав у фіналі Кубка Англії 2010 року, де «Челсі» обіграв Портсмут.

### Сезон 2010-11
Він зіграв в старті всі 38 матчів за «Челсі» в 2010-11 сезоні. Був нагороджений «Челсі» як Гравець року вдруге.

### Сезон 2011–12
У сезоні 2011-12, Коул виграв сьомий Кубок Англії в його кар'єрі, «Челсі» виграли Ліверпуль 2-1 у фіналі Кубка Англії 2012 року. Коул отримав похвалу за його роль у фіналі Ліги чемпіонів проти Баварії 19 травня 2012, він забив гол у серії пенальті за «Челсі» і виграв з клубом перший європейський Кубок.

### Сезон 2012–13
22 вересня 2012 Коул забив Сток Сіті свій перший гол за останні два роки. 1 грудня 2012 року, Коул зіграв свій 350 матч в  Прем'єр-лізі, проте його команда поступилась Вест Гему 3-1. 22 січня 2013, Коул підписав контракт з «Челсі» ще на один рік. Коул знову допоміг клубу виграти європейський титул в сезоні 2012-13, граючи з Бенфікою, де «Челсі» перемогли з рахунком 2-1 в Фіналі Ліги Європи УЄФА 15 травня 2013.

### Сезон 2013–14
У 2013-14 сезоні, Коул вибув з основи «Челсі», з приходом нового лівого захисника Аспілікуети в листопаді місяці. Коул був капітаном команди в останньому матчі проти Кардіфф Сіті, де «Челсі» перемогли 2-1 в виїзній грі, гра виявилася його останньою у футболці «Челсі». Контракт Коула закінчився 30 червня 2014.

## «Рома»

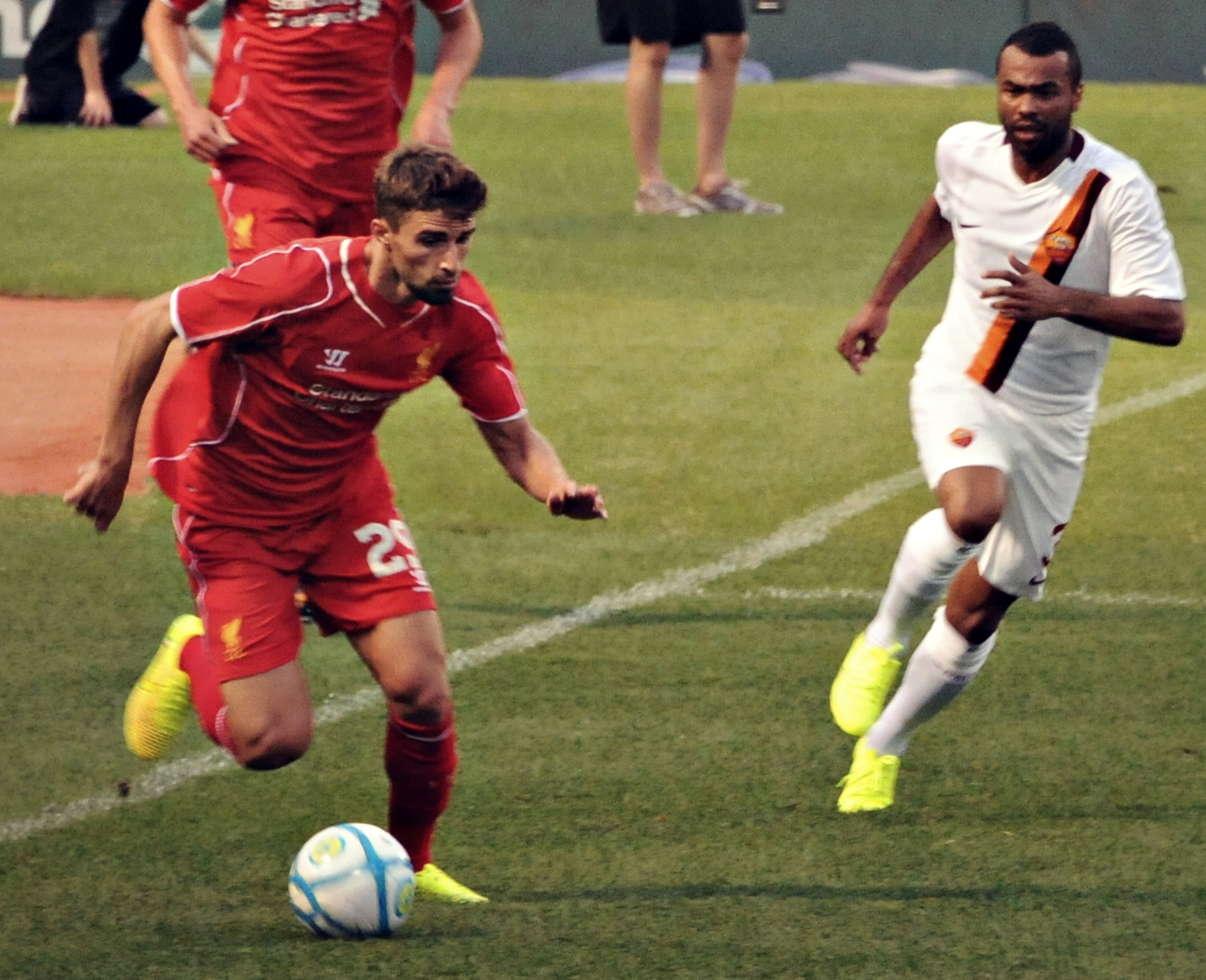
Е.Коул 2014 рік у складі футбольного клубу «Рома»

Влітку 2014, Коул перейшов вільним агентом з «Челсі» в «Рому», уклавши з італійським клубом контракт на два роки. Він зробив свій дебют 30 серпня в першому матчі Серії А, граючи всі 90 хвилин, де Рома з рахунком 2-0 святкувала перемогу над Фіорентиною.
В минулому сезоні Серія А Ешлі зіграв тільки 11 матчів. Головний тренер «Роми» Руді Гарсія практично не використовував 34-річного захисника під час передсезонних матчів. Коул змирився з відсутністю для себе перспектив, але не захотів залишати клуб. Керівництво виділило для Ешлі «0» номер, а головний тренер столичного клубу не вніс англійця в заявку на сезон.14 серпня 2015, Коул припиняється свій контракт з Ромою.

## Міжнародна кар'єра
Коул грав за Англію молодіжного рівня і за основну команду країни. Він був в команді Англії U20 на молодіжному Чемпіонаті Світу ФІФА 1999 поряд з Стюартом Тейлором, Пітерем Краучем, Ендрю Джонсоном і Метью Етерінгтоном. Він також зіграв в чотирьох матчах в Англії -21, забивши один раз.
Після всього чотири виступів за Англію -21, його швидко запрошує в основну збірну Англії Свен-Йоран Ерікссон на матч проти Албанії 28 березня 2001 року. Він грав за Англію на чемпіонаті світу 2002, 2006 і 2010 та на Євро-2004, де він був включений до зірок команди турніру, також грав на Євро-2012.
6 лютого 2013, він зіграв свій 100 матч як гравець збірної Англії, де команда англійців перемогла Бразилію 2-1 на Уемблі.
11 травня 2014, він оголосив про завершення кар'єри на міжнародному рівні після того, як не потрапив до збірної Англії 2014, яка мала грати на чемпіонаті світу з футболу.

## Особисте життя
15 липня 2006 року Ешлі одружився зі співачкою з гурту «Girls Aloud» Шеріл Коул. Після неодноразових зрад спортсмена, подала на розлучення, не попередивши про це Ешлі. Футболіст засмучений тим, що Шеріл зробила це в той час, коли Ешлі зі збірною Англії збирається в ПАР на Чемпіонат світу 2010 року. Офіційно пара розійшлась 3 вересня 2010 року. Зараз футболіст зустрічається з американською моделлю Кейлою Колінз.
27 лютого 2011 року стало відомо про інцидент, що трапився на тренувальній базі лондонського «Челсі». Ешлі Коул жартома вистрілив з рушниці в молодого фахівця, що проходив стажування в клубі. Коул привіз на тренувальну базу клубу в Кобхемі гвинтівку 22-го калібру, думаючи, що гвинтівка не заряджена, він визнав невинним жарт, коли прицілився і вистрілив у 21-річного Тома Кауена, який перебував на стажуванні в «Челсі». На щастя, поранення виявилося не смертельним і наскрізним. 28 лютого 2011 року футболіст був оштрафований керівництвом клубу на £ 250 000.

## Статистика

### Клубна
Дані актуальні станом на 12 листопада 2011
| Англія              | Англія              | Англія              | Англія              | Англія       | Англія       | Англія       | Англія       | Англія     | Англія     | Англія            | Англія            | Англія         | Англія         | Англія     | Англія     | Англія | Англія | Англія | Англія |
| Сезон               | Клуб                | Оренда              | Дивізіон            | Прем'єр-ліга | Прем'єр-ліга | Кубок Англії | Кубок Англії | Кубок Ліги | Кубок Ліги | Суперкубок Англії | Суперкубок Англії | Ліга чемпіонів | Ліга чемпіонів | Кубок УЄФА | Кубок УЄФА | Всього | Всього |        |        |
| Сезон               | Клуб                | Оренда              | Дивізіон            | Ігри         | Голи         | Ігри         | Голи         | Ігри       | Голи       | Ігри              | Голи              | Ігри           | Голи           | Ігри       | Голи       | Ігри   | Голи   |        |        |
| ------------------- | ------------------- | ------------------- | ------------------- | ------------ | ------------ | ------------ | ------------ | ---------- | ---------- | ----------------- | ----------------- | -------------- | -------------- | ---------- | ---------- | ------ | ------ | ------ | ------ |
| 2011—2012           | Челсі               |                     | Прем'єр-ліга        | 11           | 0            | 0            | 0            | 0          | 0          | 0                 | 0                 | 4              | 0              | –          | –          | 15     | 0      | 6      | 0      |
| 2010—2011           | Челсі               |                     | Прем'єр-ліга        | 38           | 0            | 2            | 0            | 0          | 0          | 1                 | 0                 | 7              | 0              | –          | –          | 48     | 0      | 4      | 0      |
| 2009—2010           | Челсі               |                     | Прем'єр-ліга        | 27           | 4            | 2            | 0            | 1          | 0          | 1                 | 0                 | 4              | 0              | –          | –          | 35     | 4      | 4      | 0      |
| 2008—2009           | Челсі               |                     | Прем'єр-ліга        | 34           | 1            | 7            | 0            | 0          | 0          | –                 | –                 | 8              | 0              | –          | –          | 49     | 1      | 9      | 0      |
| 2007—2008           | Челсі               |                     | Прем'єр-ліга        | 27           | 1            | 1            | 0            | 2          | 0          | 1                 | 0                 | 10             | 0              | –          | –          | 41     | 1      | 6      | 1      |
| 2006—2007           | Челсі               |                     | Прем'єр-ліга        | 23           | 0            | 5            | 0            | 3          | 0          | 0                 | 0                 | 9              | 0              | –          | –          | 40     | 0      | 14     | 0      |
| Всього у «Челсі»    | Всього у «Челсі»    | Всього у «Челсі»    | Всього у «Челсі»    | 160          | 6            | 17           | 0            | 6          | 0          | 3                 | 0                 | 42             | 0              | 0          | 0          | 228    | 6      | 43     | 1      |
| 2005—2006           | Арсенал             |                     | Прем'єр-ліга        | 11           | 0            | 0            | 0            | 0          | 0          | 1                 | 0                 | 3              | 0              | –          | –          | 15     | 0      | 4      | 0      |
| 2004—2005           | Арсенал             |                     | Прем'єр-ліга        | 35           | 2            | 3            | 0            | 0          | 0          | 1                 | 0                 | 8              | 0              | –          | –          | 47     | 2      | 13     | 0      |
| 2003—2004           | Арсенал             |                     | Прем'єр-ліга        | 32           | 0            | 4            | 0            | 1          | 0          | 1                 | 0                 | 9              | 1              | –          | –          | 47     | 1      | 6      | 1      |
| 2002—2003           | Арсенал             |                     | Прем'єр-ліга        | 31           | 1            | 3            | 0            | 0          | 0          | 1                 | 0                 | 9              | 0              | –          | –          | 44     | 1      | 7      | 0      |
| 2001—2002           | Арсенал             |                     | Прем'єр-ліга        | 29           | 2            | 4            | 0            | 0          | 0          | –                 | –                 | 7              | 0              | –          | –          | 40     | 2      | 10     | 1      |
| 2000—2001           | Арсенал             |                     | Прем'єр-ліга        | 17           | 3            | 6            | 0            | 1          | 0          | –                 | –                 | 9              | 0              | –          | –          | 33     | 3      | 6      | 0      |
| 1999—2000           | Крістал Пелес       | Оренда              | Чемпіоншип          | 14           | 1            | 0            | 0            | 0          | 0          | –                 | –                 | –              | –              | –          | –          | 14     | 1      | 1      | 0      |
| 1999—2000           | Арсенал             |                     | Прем'єр-ліга        | 1            | 0            | 0            | 0            | 1          | 0          | 0                 | 0                 | 0              | 0              | 0          | 0          | 2      | 0      | 0      | 0      |
| Всього в «Арсеналі» | Всього в «Арсеналі» | Всього в «Арсеналі» | Всього в «Арсеналі» | 156          | 8            | 20           | 0            | 3          | 0          | 4                 | 0                 | 45             | 1              | 0          | 0          | 228    | 9      | 46     | 2      |
| Всього за кар'єру   | Всього за кар'єру   | Всього за кар'єру   | Всього за кар'єру   | 330          | 15           | 37           | 0            | 9          | 0          | 7                 | 0                 | 87             | 1              | 0          | 0          | 464    | 16     | 88     | 3      |

### Міжнародна

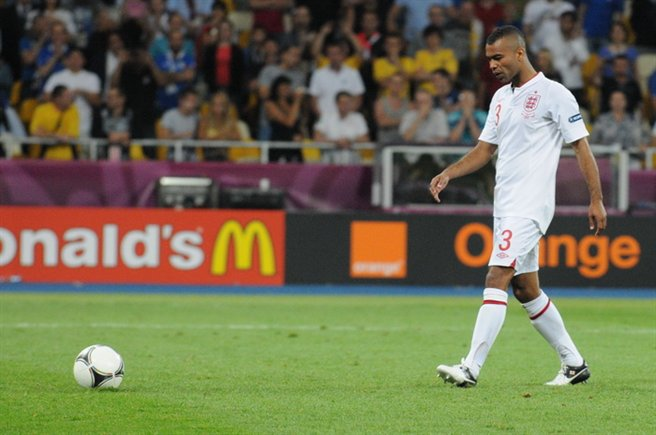
Євро 2012. Матч з Італією.

| Збірна Англії | Збірна Англії | Збірна Англії |
| Роки          | Ігри          | Голи          |
| ------------- | ------------- | ------------- |
| 2001          | 7             | 0             |
| 2002          | 9             | 0             |
| 2003          | 7             | 0             |
| 2004          | 13            | 0             |
| 2005          | 8             | 0             |
| 2006          | 13            | 0             |
| 2007          | 4             | 0             |
| 2008          | 7             | 0             |
| 2009          | 9             | 0             |
| 2010          | 9             | 0             |
| 2011          | 7             | 0             |
| 2012          | 6             | 0             |
| 2013          | 7             | 0             |
| 2014          | 1             | 0             |
| Всього        | 107           | 0             |

## Досягнення

### Командні
«Арсенал»
- Чемпіон Англії: 2001-02, 2003-04
- Володар кубка Англії: 2001-02, 2002-03, 2004-05
- Володар Суперкубка Англії: 2002, 2004

«Челсі»
- Чемпіон Англії: 2009-10
- Володар кубка Англії: 2006-07, 2008-09, 2009-10, 2011-12
- Володар кубка ліги: 2006-07
- Володар Суперкубка Англії: 2009
- Переможець Ліги чемпіонів: 2011-12
- Переможець Ліги Європи: 2012-13

Збірна Англії
- Літній турнір Футбольної Асоціації: 2004

### Індивідуальні
- Команда року за версією ПФА: 2002, 2004, 2005
- Команда року за версією УЄФА: 2004, 2010
- УЄФА Євро-2004 збірна турніру
- Найкращий гравець клубу за версією гравців Челсі: 2008/09, 2010/11
- Найкращий гол сезону Челсі: 2009/10
- Футболіст року за версією Футбольної асоціації: 2010